# 山本篤 (陸上選手)
山本 篤（やまもと あつし、1982年4月19日 - ）は、片大腿義足の陸上競技選手。 IPC 陸上競技クラス T42 、静岡県掛川市出身。身長 167cm 、体重 59kg 。
2008年、北京パラリンピックの走り幅跳びで銀メダルを獲得した日本の義足陸上競技選手初のパラリンピック・メダリスト。2016年、リオパラリンピック走り幅跳び銀メダル、400mリレー銅メダル。2013年、2015年、 IPC 陸上競技世界選手権大会走り幅跳び金メダルの2連覇、2010年、2014年、アジアパラ競技大会 100m 金メダルの2連覇等で活躍。クラス T42 の走り幅跳び（旧 F42 ）の世界記録を樹立、 100m 、 200m 、400m のアジア記録、日本記録、400mリレー、1600mリレーのチームで日本記録を樹立した。

## 経歴
1982年4月19日、静岡県掛川市に生まれる。スポーツが好きで、小学校の頃は野球、中学校ではバレーボールをしていた。掛川西高等学校バレーボール部に所属し、垂直跳びで 1m を超えるジャンプ力を持っていたが、高校2年生春休みの2000年3月、スクーターで事故を起こし、左脛骨を粉砕骨折。入院後に壊死が始まり、手術で左足を大腿から切断して失った。義足を作ったことで興味を持った義肢装具士を目指し、高校卒業後、名古屋の日本聴能言語福祉学院義肢装具学科に入学。ここに当時学生として在籍していた義足スポーツ研究者の稲葉から陸上競技を勧められた。
2002年5月、初めてエントリーした日本身体障害者陸上競技選手権大会では 100m 17秒36。この年の夏休み、稲葉とともに合宿で陸上競技用義足の練習を開始すると一週間後には劇的に記録が伸び、9月の関東身体障害者陸上競技選手権大会では当時の日本記録13秒86にあと0.2秒と迫る14秒06で優勝した。2003年11月、全国障害者スポーツ大会 100m 13秒83の大会新記録で日本記録を上回ったものの、2004年3月のアテネパラリンピック最終選考会では標準記録が切れず、パラリンピック出場を逃すことになった。義肢装具士の国家資格を取得し就職も決まっていたが、パラリンピックを目標に陸上競技を続けることを決め、2004年4月、パラスポーツの選手ながらスポーツ推薦で大阪体育大学体育学部に入学。健常者と同じ陸上競技部に所属し専門的な理論とトレーニングにより 100m、走り幅跳びの日本記録を次々と塗り替え、世界ランキング上位の実力を身につけた。特に走り幅跳びでは、踏み切りの足を健足から義足に変えることで大幅に記録を伸ばすことに成功した。
2008年、スズキ株式会社に入社。日本代表となった北京パラリンピックでは、100mで5位に入賞、走り幅跳びで銀メダルを獲得し、日本パラリンピック陸上界の「義足アスリート」としては初のメダリストとなった。北京大会の後、将来は指導者になることも視野に、大阪体育大学大学院体育学博士課程に進み運動力学を研究。自らの動作を科学的に分析して走りを修正し、義足に改良を加えながらさらに自己が持つ日本記録を更新し続けた。
2012年のロンドンパラリンピックでは日本陸上チームのキャプテンを務め、 100m で6位、200mで8位、走り幅跳びで5位に入賞。2013年の IPC 陸上競技世界選手権大会では走り幅跳びで金メダルを獲得。2014年のアジアパラ競技大会では、 100m 、走幅跳、 400m リレーで金メダル、 200m で銀メダルと4種目でメダルを獲得する活躍を見せた。
2015年10月の IPC 陸上競技世界選手権大会の走り幅跳びでは、世界記録保持者のデンマークのダニエル・ワグナー・ヨーゲンセン（Daniel Wagner Jørgensen）をおさえ、選手権記録で金メダルを獲得し2連覇を達成した。2016年5月1日、鳥取市で開催された日本パラ陸上競技選手権大会で、世界記録 6m53 を 3cm 上回る 6m56 の跳躍で自身初めて世界新記録を樹立した。しかし5月19日、 IPC 陸上競技グランプリ・リオではヨーゲンセンが山本をおさえ 6m67 で再び世界新記録を樹立した。

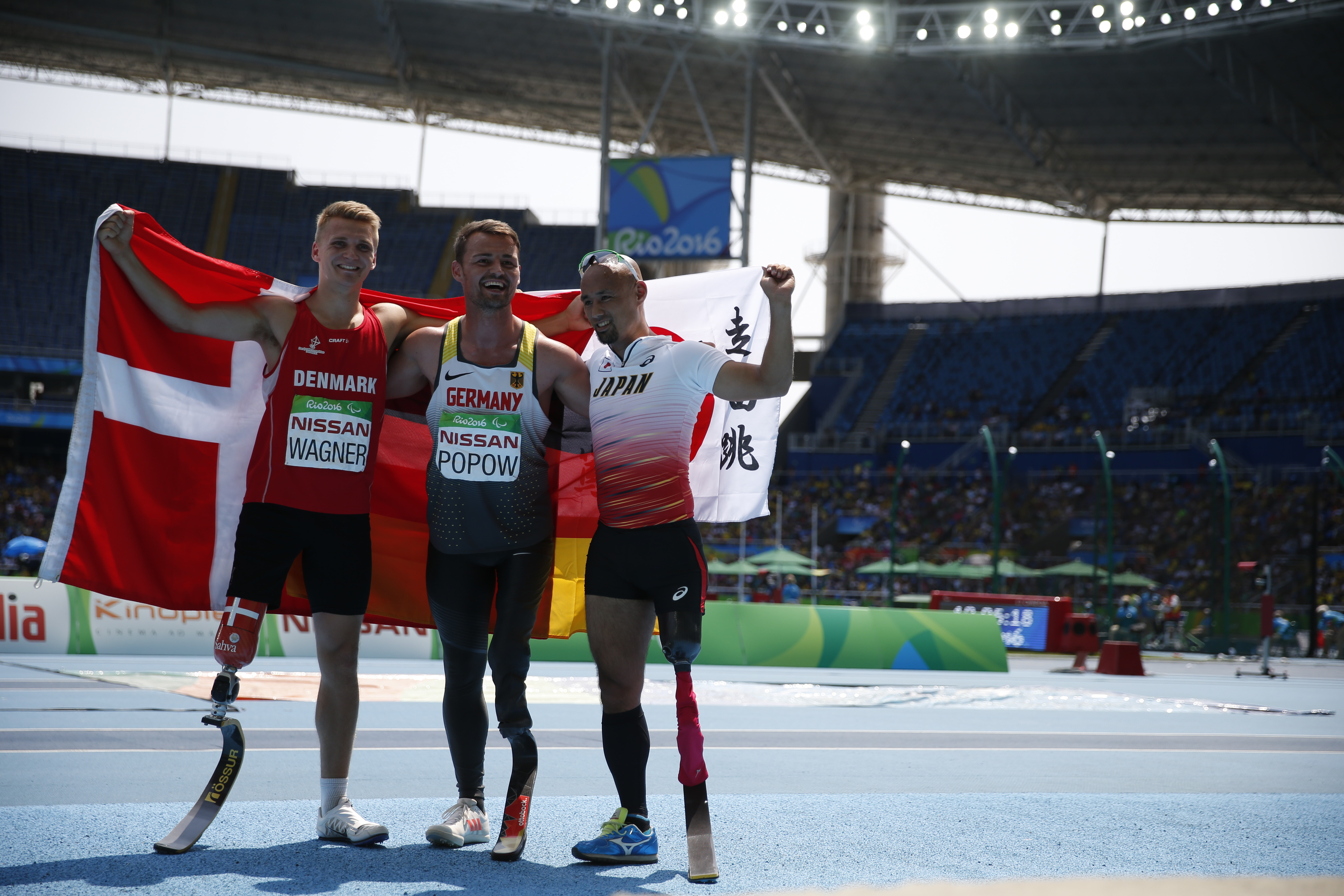
金：ハインリッヒ・ポポフ（中央）、銀：山本篤（右）、銅：ダニエル・ワグナー（左）
（2016年、リオパラリンピック走幅跳 T42 ）

その後ヨーゲンセンは 6m70 まで記録を伸ばしたが、ドイツのハインリッヒ・ポポフ（Heinrich Popow）が 6m72 の新記録を樹立した。山本はその後 6m62 まで自己ベストのアジア記録を伸ばした。9月、リオパラリンピック走り幅跳びで銀メダル、400mリレーで銅メダルを獲得。
2017年9月末でスズキ浜松アスリートクラブを運営するスズキを退社。10月から神戸の新日本住設とスポンサー契約を結び支援を受け活動するプロに転身した。
2018年の平昌パラリンピックではスノーボード日本代表として冬季パラリンピックに初挑戦したものの、スノーボードクロスでは12位、バンクドスラロームでは2回目の滑走で転倒し、左肩脱臼のため途中棄権に終わった。

## 主な成績

### 国際大会
| 年月 | 大会                                             | 開催地                               | 結果 | 種目             | 風 m/s | 記録   | 備考          |
| --- | ------------------------------------------------ | ------------------------------------ | ---- | ---------------- | ------ | ------ | ------------- |
| 2006年9月                                                                                               | 2006 IPC 陸上競技世界選手権大会                  | オランダ・アッセン                   | 3位  | 100m T42         | -2.3   | 13秒72 | [ 17 ]        |
| 2006年9月                                                                                               | 2006 IPC 陸上競技世界選手権大会                  | オランダ・アッセン                   | 5位  | 200m T42         | +0.7   | 28秒82 | [ 17 ]        |
| 2006年9月                                                                                               | 2006 IPC 陸上競技世界選手権大会                  | オランダ・アッセン                   | 4位  | 走幅跳 F42       | -3.1   | 4m77   | [ 17 ]        |
| 2006年9月                                                                                               | 2006 IPC 陸上競技世界選手権大会                  | オランダ・アッセン                   | 2位  | 4×100mR T42-46   | -      | 47秒04 | NR            |
| 2006年11月・12月                                                                                        | 第9回フェスピック                                | マレーシア・クアラルンプール         | 1位  | 100m T42         |        | 13秒59 | [ 19 ]        |
| 2006年11月・12月                                                                                        | 第9回フェスピック                                | マレーシア・クアラルンプール         | 2位  | 200m T42         | 0.0    | 29秒44 | [ 20 ]        |
| 2006年11月・12月                                                                                        | 第9回フェスピック                                | マレーシア・クアラルンプール         | 1位  | 走幅跳           |        | 5ｍ46  |               |
| 2007年7月                                                                                               | Meeting Gaz De France                            | フランス・パリ                       |      | 100m T42         |        | 12秒85 | NR            |
| 2008年9月                                                                                               | 第13回パラリンピック                             | 中国北京                             | 5位  | 100m T42         | -1.3   | 13秒68 | [ 21 ]        |
| 2008年9月                                                                                               | 第13回パラリンピック                             | 中国北京                             | 2位  | 走幅跳 F42/44    | 0.0    | 5m84   | [ 21 ]        |
| 2008年9月                                                                                               | 第13回パラリンピック                             | 中国北京                             |      | 4×100mR T42-46   | -      | DQ     | [ 21 ]        |
| 2009年11月                                                                                              | IWAS 世界大会 2009                               | インド・バンガロール                 | 3位  | 100m T42         | +1.3   | 13秒05 | [ 22 ]        |
| 2009年11月                                                                                              | IWAS 世界大会 2009                               | インド・バンガロール                 | 2位  | 200m T42         |        | 28秒07 | [ 22 ]        |
| 2009年11月                                                                                              | IWAS 世界大会 2009                               | インド・バンガロール                 | 3位  | 走幅跳 F42       | +2.1   | 5m89   | [ 22 ]        |
| 2010年6月                                                                                               | ドイツ・オープン・ナショナル・チャンピオンシップ | ドイツ                               |      | 200m             |        | 27秒18 | NR            |
| 2010年12月                                                                                              | 2010 アジアパラ競技大会                          | 中国広州                             | 1位  | 100m T42         | +0.3   | 13秒08 | [ 23 ]        |
| 2011年1月                                                                                               | 2011 IPC 陸上競技世界選手権大会                  | ニュージーランド・クライストチャーチ | 3位  | 100m T42         | +0.1   | 13秒06 | [ 24 ]        |
| 2011年1月                                                                                               | 2011 IPC 陸上競技世界選手権大会                  | ニュージーランド・クライストチャーチ | 3位  | 200m T42         | +1.8   | 26秒92 | AR            |
| 2011年1月                                                                                               | 2011 IPC 陸上競技世界選手権大会                  | ニュージーランド・クライストチャーチ | 3位  | 走幅跳 F42       | +0.1   | 5m93   | AR            |
| 2011年12月                                                                                              | IWAS 世界大会 2011                               | アラブ首長国連邦シャールジャ         | 2位  | 100m T42         |        | 13秒00 | [ 25 ]        |
| 2011年12月                                                                                              | IWAS 世界大会 2011                               | アラブ首長国連邦シャールジャ         | 2位  | 200m T42         |        | 28秒26 | [ 26 ]        |
| 2011年12月                                                                                              | IWAS 世界大会 2011                               | アラブ首長国連邦シャールジャ         | 2位  | 走幅跳 F42       |        | 5m82   | [ 27 ]        |
| 2012年8月・9月                                                                                          | 第14回パラリンピック                             | イギリス・ロンドン                   | 予選 | 100m T42         |        | 12秒87 | AR            |
| 2012年8月・9月                                                                                          | 第14回パラリンピック                             | イギリス・ロンドン                   | 6位  | 100m T42         |        | 12秒92 | [ 28 ]        |
| 2012年8月・9月                                                                                          | 第14回パラリンピック                             | イギリス・ロンドン                   | 8位  | 200m T42         |        | 26秒76 | [ 28 ]        |
| 2012年8月・9月                                                                                          | 第14回パラリンピック                             | イギリス・ロンドン                   | 5位  | 走幅跳 F42/44    |        | 5m95   | [ 28 ]        |
| 2013年6月                                                                                               | 2013 IPC 陸上競技 GP ファイナル                  | イギリス・バーミンガム               | 2位  | 200m T42         |        | 26秒63 |               |
| 2013年7月                                                                                               | 2013 IPC 陸上競技世界選手権大会                  | フランス・リヨン                     | 4位  | 100m T42         | -2.2   | 13秒27 | [ 29 ]        |
| 2013年7月                                                                                               | 2013 IPC 陸上競技世界選手権大会                  | フランス・リヨン                     | 4位  | 200m T42         | -2.5   | 26秒41 | NR AR         |
| 2013年7月                                                                                               | 2013 IPC 陸上競技世界選手権大会                  | フランス・リヨン                     | 1位  | 走幅跳 T42       | +0.3   | 6m11   | AR WL         |
| 2013年7月                                                                                               | 2013 IPC 陸上競技世界選手権大会                  | フランス・リヨン                     | 4位  | 4×100mR T42-46   | -      | 45秒12 | NR            |
| 2013年9月                                                                                               | IWAS 世界大会 2013                               | オランダ・スタッズカナール           | 1位  | 100m T42/44      | -1.3   | 13秒07 | [ 30 ]        |
| 2013年9月                                                                                               | IWAS 世界大会 2013                               | オランダ・スタッズカナール           | 1位  | 200m T42/44      | 0.0    | 26秒18 | AR            |
| 2013年9月                                                                                               | IWAS 世界大会 2013                               | オランダ・スタッズカナール           | 2位  | 走幅跳 T42-47    | +1.1   | 5m67   | [ 31 ]        |
| 2014年4月                                                                                               | 2014 IPC 陸上競技 GP サンパウロ                  | ブラジル・サンパウロ                 | 6位  | 100m T42/44      | -1.5   | 12秒93 | [ 32 ]        |
| 2014年4月                                                                                               | 2014 IPC 陸上競技 GP サンパウロ                  | ブラジル・サンパウロ                 | 1位  | 200m T42/44      | -0.8   | 26秒08 | AR            |
| 2014年4月                                                                                               | 2014 IPC 陸上競技 GP サンパウロ                  | ブラジル・サンパウロ                 | 1位  | 走幅跳 T42/44    | +0.8   | 6m19   | AR            |
| 2014年8月                                                                                               | 2014 IPC 陸上競技 GP ファイナル                  | イギリス・バーミンガム               | 1位  | 200m T42         | -2.2   | 26秒43 | [ 33 ]        |
| 2014年10月                                                                                              | 2014 アジアパラ競技大会                          | 韓国仁川                             | 1位  | 100m T42         | -0.4   | 12秒81 | AR GR         |
| 2014年10月                                                                                              | 2014 アジアパラ競技大会                          | 韓国仁川                             | 2位  | 200m T42         |        | 26秒25 | [ 35 ]        |
| 2014年10月                                                                                              | 2014 アジアパラ競技大会                          | 韓国仁川                             | 1位  | 走幅跳 T42/43/44 | +1.6   | 5m82   | GR            |
| 2014年10月                                                                                              | 2014 アジアパラ競技大会                          | 韓国仁川                             | 1位  | 4×100mR T42-47   | -      | 45秒12 | GR =NR        |
| 2015年4月                                                                                               | 2015 IPC 陸上競技 GP サンパウロ                  | ブラジル・サンパウロ                 | 5位  | 100m T42/44      |        | 13秒20 |               |
| 2015年4月                                                                                               | 2015 IPC 陸上競技 GP サンパウロ                  | ブラジル・サンパウロ                 | 3位  | 200m T42/44      |        | 26秒60 |               |
| 2015年4月                                                                                               | 2015 IPC 陸上競技 GP サンパウロ                  | ブラジル・サンパウロ                 |      | 走幅跳 T42       |        | 6m35   | NR AR         |
| 2015年6月                                                                                               | 2015 IPC 陸上競技 GP ベルリン                    | ドイツ・ベルリン                     | 予選 | 100m T42         |        | 12秒79 | AR            |
| 2015年6月                                                                                               | 2015 IPC 陸上競技 GP ベルリン                    | ドイツ・ベルリン                     | 2位  | 100m T42         |        | 13秒41 | [ 39 ]        |
| 2015年6月                                                                                               | 2015 IPC 陸上競技 GP ベルリン                    | ドイツ・ベルリン                     | 4位  | 200m T42         |        | 27秒09 | [ 39 ]        |
| 2015年6月                                                                                               | 2015 IPC 陸上競技 GP ベルリン                    | ドイツ・ベルリン                     | 3位  | 走幅跳 T42-44    |        | 6m06   | [ 39 ]        |
| 2015年7月                                                                                               | 2015 IPC 陸上競技 GP ファイナル                  | イギリス・ロンドン                   | 3位  | 200m T42         | -1.7   | 26秒61 | [ 40 ] [ 41 ] |
| 2015年7月                                                                                               | 2015 IPC 陸上競技 GP ファイナル                  | イギリス・ロンドン                   | 2位  | 走幅跳 T42/44    | +0.6   | 6m11   | [ 40 ] [ 41 ] |
| 2015年10月                                                                                              | 2015 IPC 陸上競技世界選手権大会                  | カタール・ドーハ                     | 予選 | 100m T42         | +1.8   | 12秒61 | AR =NR        |
| 2015年10月                                                                                              | 2015 IPC 陸上競技世界選手権大会                  | カタール・ドーハ                     | 5位  | 100m T42         | +0.6   | 12秒74 | [ 42 ]        |
| 2015年10月                                                                                              | 2015 IPC 陸上競技世界選手権大会                  | カタール・ドーハ                     |      | 200m T42         |        | DNS    |               |
| 2015年10月                                                                                              | 2015 IPC 陸上競技世界選手権大会                  | カタール・ドーハ                     | 1位  | 走幅跳 T42       | +0.5   | 6m29   | CR            |
| 2015年10月                                                                                              | 2015 IPC 陸上競技世界選手権大会                  | カタール・ドーハ                     | 4位  | 4×100mR T42-47   | -      | 44秒27 | [ 44 ]        |
| 2016年2月                                                                                               | 2016 IPC 陸上競技 GP キャンベラ                  | オーストラリア・キャンベラ           | 4位  | 100m 立位        | +0.0   | 13秒04 | [ 45 ]        |
| 2016年2月                                                                                               | 2016 IPC 陸上競技 GP キャンベラ                  | オーストラリア・キャンベラ           | 1位  | 走幅跳 立位      | -0.4   | 6m36   | =AR           |
| 2016年3月                                                                                               | 2016 IPC 陸上競技アジア-オセアニア選手権大会     | アラブ首長国連邦ドバイ               | 2位  | 100m T42         | -0.6   | 12秒78 | [ 46 ]        |
| 2016年3月                                                                                               | 2016 IPC 陸上競技アジア-オセアニア選手権大会     | アラブ首長国連邦ドバイ               | 2位  | 200m T42         | 0.0    | 26秒84 | [ 47 ]        |
| 2016年3月                                                                                               | 2016 IPC 陸上競技アジア-オセアニア選手権大会     | アラブ首長国連邦ドバイ               | 1位  | 走幅跳 T42       | +0.2   | 6m05   | [ 48 ]        |
| 2016年5月                                                                                               | 2016 IPC 陸上競技 GP リオ                        | ブラジル・リオデジャネイロ           | 8位  | 100m T42/43/44   | -0.3   | 12秒93 | [ 49 ]        |
| 2016年5月                                                                                               | 2016 IPC 陸上競技 GP リオ                        | ブラジル・リオデジャネイロ           | 6位  | 200m T42/43/44   | +0.6   | 26秒53 | [ 49 ]        |
| 2016年5月                                                                                               | 2016 IPC 陸上競技 GP リオ                        | ブラジル・リオデジャネイロ           | 2位  | 走幅跳 T42/43/44 | +0.1   | 6m30   | [ 49 ]        |
| 2016年7月                                                                                               | 2016 IPC 陸上競技 GP ファイナル                  | イギリス・ロンドン                   | 2位  | 走幅跳 T42/44    |        | 6m62   | AR NR         |
| 2016年9月                                                                                               | 第15回パラリンピック                             | ブラジル・リオデジャネイロ           | 7位  | 100m T42         | -0.2   | 12秒84 | [ 50 ]        |
| 2016年9月                                                                                               | 第15回パラリンピック                             | ブラジル・リオデジャネイロ           | 2位  | 走幅跳 T42       | -0.2   | 6m62   | =AR =NR       |
| 2016年9月                                                                                               | 第15回パラリンピック                             | ブラジル・リオデジャネイロ           | 3位  | 4×100mR T42-47   | -      | 44秒16 | NR            |
| 2017年7月                                                                                               | 世界パラ陸上競技選手権大会 2017                  | イギリス・ロンドン                   | 6位  | 100m T42         | +0.4   | 13秒08 | [ 51 ]        |
| 2017年7月                                                                                               | 世界パラ陸上競技選手権大会 2017                  | イギリス・ロンドン                   | 2位  | 走幅跳 T42       | +1.1   | 6m44   | [ 52 ]        |
| AR エリア（アジア）記録 \| CR 選手権記録 \| GR 大会記録 \| NR 日本記録 \| WL 世界最高（当該シーズン中） |                                                  |                                      |      |                  |        |        |               |

### 国内大会
| 年月日                                                               | 大会                                                                             | 開催地         | 結果 | 種目           | 風 m/s | 記録      | 備考          |
| -------------------------------------------------------------------- | -------------------------------------------------------------------------------- | -------------- | ---- | -------------- | ------ | --------- | ------------- |
| 2002年5月12日                                                        | 第13回日本身体障害者陸上競技選手権大会                                           | 大阪府堺市     | 3位  | 100m T42       |        | 17秒36    | [ 53 ]        |
| 2002年9月1日                                                         | 第7回関東身体障害者陸上競技選手権大会                                            | 東京都町田市   | 1位  | 100m T42       |        | 14秒06    | [ 53 ]        |
| 2002年9月8日                                                         | 2002 ジャパンパラリンピック陸上競技大会                                          | 宮城県岩沼市   | 2位  | 100m T42       |        | 14秒14    | [ 54 ]        |
| 2003年9月20日・21日                                                  | 2003 ジャパンパラリンピック陸上競技大会                                          | 東京都町田市   | 1位  | 100m T42       |        | 14秒28    | [ 55 ]        |
| 2003年9月20日・21日                                                  | 2003 ジャパンパラリンピック陸上競技大会                                          | 東京都町田市   | 2位  | 200m T42       |        | 33秒54    | [ 55 ]        |
| 2003年9月20日・21日                                                  | 2003 ジャパンパラリンピック陸上競技大会                                          | 東京都町田市   | 2位  | 走幅跳 F42     |        | 4m42      | [ 55 ]        |
| 2003年11月                                                           | 第3回全国障害者スポーツ大会                                                      | 静岡県袋井市   | 1位  | 100m           |        | 13秒83    | GR            |
| 2004年5月23日                                                        | 2004 ジャパンパラリンピック陸上競技大会 兼第15回日本身体障害者陸上競技選手権大会 | 大阪市         | 1位  | 100m T42       |        | 13秒54    | NR GR         |
| 2004年5月23日                                                        | 2004 ジャパンパラリンピック陸上競技大会 兼第15回日本身体障害者陸上競技選手権大会 | 大阪市         | 2位  | 200m T42       |        | 28秒66    | [ 56 ]        |
| 2004年10月24日                                                       | 2004年度第8回京都陸協記録会                                                      | 京都市         |      | 走幅跳 F42     |        | 5m45      | NR            |
| 2005年7月3日                                                         | 第16回日本身体障害者陸上競技選手権大会                                           | 大阪市         | 1位  | 走幅跳 F42     | 0.0    | 5m15      | GR            |
| 2005年7月17日                                                        | 第10回関東身体障害者陸上競技選手権大会                                           | 東京都町田市   | 1位  | 100m T42       | -0.7   | 13秒66    | GR            |
| 2005年7月17日                                                        | 第10回関東身体障害者陸上競技選手権大会                                           | 東京都町田市   |      | 400m T42       | -      | DNS       | [ 58 ]        |
| 2005年10月22日・23日                                                 | 2005 ジャパンパラリンピック陸上競技大会                                          | 大阪市         | 1位  | 100m T42       |        | 13秒68    | [ 59 ]        |
| 2005年10月22日・23日                                                 | 2005 ジャパンパラリンピック陸上競技大会                                          | 大阪市         | 棄権 | 200m T42       |        |           | [ 59 ]        |
| 2005年10月22日・23日                                                 | 2005 ジャパンパラリンピック陸上競技大会                                          | 大阪市         | 1位  | 走幅跳 F42     |        | 5m35      | GR            |
| 2006年6月11日                                                        | 第17回日本身体障害者陸上競技選手権大会                                           | 大阪市         |      | 100m T42       |        | DNF       | [ 60 ] [ 61 ] |
| 2006年6月11日                                                        | 第17回日本身体障害者陸上競技選手権大会                                           | 大阪市         | 1位  | 200m T42       | -1.3   | 28秒53    | [ 60 ] [ 61 ] |
| 2006年6月11日                                                        | 第17回日本身体障害者陸上競技選手権大会                                           | 大阪市         | 1位  | 走幅跳 F42     | -0.4   | 5m48      | NR GR         |
| 2006年7月2日                                                         | 第11回関東身体障害者陸上競技選手権大会                                           | 東京都町田市   | 1位  | 100m T42       | -0.8   | 13秒48    | NR GR         |
| 2006年7月2日                                                         | 第11回関東身体障害者陸上競技選手権大会                                           | 東京都町田市   |      | 走幅跳 F42     |        | NM        | [ 61 ]        |
| 2006年9月30日・10月1日                                               | 2006 ジャパンパラリンピック陸上競技大会                                          | 岡山市         | 1位  | 100m T42       | +0.4   | 13秒63    | [ 63 ]        |
| 2006年9月30日・10月1日                                               | 2006 ジャパンパラリンピック陸上競技大会                                          | 岡山市         | 棄権 | 200m T42       |        |           | [ 63 ]        |
| 2006年9月30日・10月1日                                               | 2006 ジャパンパラリンピック陸上競技大会                                          | 岡山市         | 1位  | 走幅跳 F42     | +0.6   | 5m32      | [ 63 ]        |
| 2007年5月5日                                                         | 大分陸上 2007                                                                    | 大分市         | 1位  | 100m T42       | 0.0    | 13秒11    | NR            |
| 2007年5月5日                                                         | 大分陸上 2007                                                                    | 大分市         | 1位  | 走幅跳 F42     | +0.6   | 5m51      | NR            |
| 2007年5月27日                                                        | 第18回日本身体障害者陸上競技選手権大会                                           | 大阪府堺市     | 1位  | 100m T42       | +1.4   | 13秒02    | NR GR         |
| 2007年5月27日                                                        | 第18回日本身体障害者陸上競技選手権大会                                           | 大阪府堺市     | 1位  | 走幅跳 F42     |        | 5m88      | NR GR         |
| 2007年10月20日・21日                                                 | 2007 ジャパンパラリンピック陸上競技大会                                          | 大阪市         | 1位  | 100m T42       | 0.0    | 13秒27    | GR            |
| 2007年10月20日・21日                                                 | 2007 ジャパンパラリンピック陸上競技大会                                          | 大阪市         | 1位  | 200m T42       | -0.6   | 28秒72    | [ 68 ]        |
| 2007年10月20日・21日                                                 | 2007 ジャパンパラリンピック陸上競技大会                                          | 大阪市         | 1位  | 走幅跳 F42     | -1.3   | 5m45      | GR            |
| 2008年5月3日                                                         | 大分陸上 2008                                                                    | 大分市         |      | 100m T42       | +0.7   | DNS       | [ 69 ]        |
| 2008年5月3日                                                         | 大分陸上 2008                                                                    | 大分市         | 1位  | 走幅跳 F42     | +1.8   | 5m89      | NR            |
| 2008年6月22日                                                        | 2008 ジャパンパラリンピック陸上競技大会 兼第19回日本身体障害者陸上競技選手権大会 | 大阪市         | 1位  | 100m T42       | 0.0    | 13秒26    | GR            |
| 2008年6月22日                                                        | 2008 ジャパンパラリンピック陸上競技大会 兼第19回日本身体障害者陸上競技選手権大会 | 大阪市         | 1位  | 走幅跳 F42     | 0.0    | 5m70      | GR            |
| 2008年7月6日                                                         | 第13回関東身体障害者陸上競技選手権大会                                           | 東京都町田市   | 1位  | 100m T42       | +0.2   | 13秒16    | GR            |
| 2008年7月6日                                                         | 第13回関東身体障害者陸上競技選手権大会                                           | 東京都町田市   | 1位  | 走幅跳 F42     | +1.0   | 5m90      | NR GR         |
| 2009年9月22日                                                        | 2009 ジャパンパラリンピック陸上競技大会 兼第20回日本身体障害者陸上競技選手権大会 | 大阪市         | 1位  | 100m T42       | 0.0    | 13秒29    | [ 73 ]        |
| 2009年9月22日                                                        | 2009 ジャパンパラリンピック陸上競技大会 兼第20回日本身体障害者陸上競技選手権大会 | 大阪市         | 1位  | 200m T42       | 0.0    | 27秒53    | [ 73 ]        |
| 2009年9月22日                                                        | 2009 ジャパンパラリンピック陸上競技大会 兼第20回日本身体障害者陸上競技選手権大会 | 大阪市         | 1位  | 走幅跳 F42     | +1.5   | 5m37      | [ 73 ]        |
| 2010年5月23日                                                        | 第21回日本身体障害者陸上競技選手権大会                                           | 大阪市         |      | 100m T42       | +0.9   | DNS       | [ 74 ]        |
| 2010年5月23日                                                        | 第21回日本身体障害者陸上競技選手権大会                                           | 大阪市         | 1位  | 200m T42       | 0.0    | 27秒23    | GR            |
| 2010年7月31日・8月1日                                                | 2010 ジャパンパラリンピック陸上競技大会                                          | 仙台市         | 1位  | 100m T42       | -0.8   | 13秒76    | [ 18 ]        |
| 2010年7月31日・8月1日                                                | 2010 ジャパンパラリンピック陸上競技大会                                          | 仙台市         | 1位  | 200m T42       | 0.0    | 28秒53    | [ 18 ]        |
| 2010年7月31日・8月1日                                                | 2010 ジャパンパラリンピック陸上競技大会                                          | 仙台市         | 1位  | 走幅跳 F42-46  | +1.6   | 5m48      | [ 18 ]        |
| 2010年7月31日・8月1日                                                | 2010 ジャパンパラリンピック陸上競技大会                                          | 仙台市         | 1位  | 4×100mR T42-46 | -      | 48秒27    | [ 18 ]        |
| 2011年5月14日・15日                                                  | 大分陸上 2011                                                                    | 大分市         | 1位  | 100m T42       | +2.0   | 12秒73    | NR            |
| 2011年5月14日・15日                                                  | 大分陸上 2011                                                                    | 大分市         | 1位  | 200m T42       | +1.6   | 27秒36    | [ 76 ]        |
| 2011年5月14日・15日                                                  | 大分陸上 2011                                                                    | 大分市         | 1位  | 走幅跳 F42     | +2.2   | 6m02      | [ 77 ]        |
| 2011年7月9日・10日                                                   | 第22回日本身体障害者陸上競技選手権大会                                           | 大阪府堺市     | 1位  | 100m T42       | -0.4   | 13秒42    | [ 78 ]        |
| 2011年7月9日・10日                                                   | 第22回日本身体障害者陸上競技選手権大会                                           | 大阪府堺市     | 1位  | 200m T42       | +0.9   | 27秒64    | [ 79 ]        |
| 2011年7月9日・10日                                                   | 第22回日本身体障害者陸上競技選手権大会                                           | 大阪府堺市     | 1位  | 走幅跳 F42     | +2.0   | 5m81      | [ 80 ]        |
| 2011年7月9日・10日                                                   | 第22回日本身体障害者陸上競技選手権大会                                           | 大阪府堺市     | 1位  | 4×100mR T42-46 | -      | 46秒67    | NR GR         |
| 2011年9月24日・25日                                                  | 2011 ジャパンパラリンピック陸上競技大会                                          | 大分市         | 1位  | 100m T42       | +2.5   | 12秒90    | 参考          |
| 2011年9月24日・25日                                                  | 2011 ジャパンパラリンピック陸上競技大会                                          | 大分市         | 1位  | 200m T42       | +1.5   | 26秒72    | NR GR         |
| 2011年9月24日・25日                                                  | 2011 ジャパンパラリンピック陸上競技大会                                          | 大分市         | 1位  | 走幅跳 F36-46  | +1.5   | 6m14      | NR GR         |
| 2011年9月24日・25日                                                  | 2011 ジャパンパラリンピック陸上競技大会                                          | 大分市         | 棄権 | 4×100mR T42-46 | -      |           | [ 82 ]        |
| 2011年10月10日                                                       | 第16回関東身体障害者陸上競技選手権大会                                           | 埼玉県上尾市   | 1位  | 100m T42       | -1.0   | 13秒26    | [ 83 ]        |
| 2011年10月10日                                                       | 第16回関東身体障害者陸上競技選手権大会                                           | 埼玉県上尾市   | 1位  | 走幅跳 F42     | +0.3   | 6m05      | GR            |
| 2011年10月10日                                                       | 第16回関東身体障害者陸上競技選手権大会                                           | 埼玉県上尾市   |      | 4×100mR T42-46 | -      | DNS       | [ 83 ]        |
| 2012年6月2日・3日                                                    | 2012 ジャパンパラ陸上競技大会 兼第23回日本身体障害者陸上競技選手権大会           | 大阪市         | 1位  | 100m T42       | -0.8   | 13秒10    | GR            |
| 2012年6月2日・3日                                                    | 2012 ジャパンパラ陸上競技大会 兼第23回日本身体障害者陸上競技選手権大会           | 大阪市         | 1位  | 200m T42       | 0.0    | 26秒94    | [ 85 ]        |
| 2012年6月2日・3日                                                    | 2012 ジャパンパラ陸上競技大会 兼第23回日本身体障害者陸上競技選手権大会           | 大阪市         | 1位  | 走幅跳 F42     | -0.8   | 6m24      | NR GR         |
| 2012年7月7日                                                         | 第17回関東身体障害者陸上競技選手権大会                                           | 東京都品川区   | 1位  | 100m T42       | +0.6   | 12秒94    | GR            |
| 2012年7月7日                                                         | 第17回関東身体障害者陸上競技選手権大会                                           | 東京都品川区   | 1位  | 走幅跳 F42     | 0.0    | 5m84      | [ 86 ]        |
| 2012年7月7日                                                         | 第17回関東身体障害者陸上競技選手権大会                                           | 東京都品川区   | 1位  | 4×100mR T42-46 | -      | 47秒07    | [ 86 ]        |
| 2013年6月8日・9日                                                    | 第24回日本身体障害者陸上競技選手権大会                                           | 大阪市         | 1位  | 100m T42       | -0.9   | 12秒82    | GR            |
| 2013年6月8日・9日                                                    | 第24回日本身体障害者陸上競技選手権大会                                           | 大阪市         | 1位  | 200m T42       | -0.8   | 26秒85    | GR            |
| 2013年6月8日・9日                                                    | 第24回日本身体障害者陸上競技選手権大会                                           | 大阪市         | 1位  | 走幅跳 T42     | +1.6   | 5m84      | [ 87 ]        |
| 2013年6月8日・9日                                                    | 第24回日本身体障害者陸上競技選手権大会                                           | 大阪市         | 1位  | 4×100mR T42-46 | -      | 45秒41    | GR            |
| 2013年9月7日・8日                                                    | 2013 ジャパンパラ陸上競技大会                                                    | 山口市         | 1位  | 100m T42       | -1.9   | 13秒38    | [ 88 ]        |
| 2013年9月7日・8日                                                    | 2013 ジャパンパラ陸上競技大会                                                    | 山口市         | 1位  | 200m T42       | +0.2   | 26秒66    | GR            |
| 2013年9月7日・8日                                                    | 2013 ジャパンパラ陸上競技大会                                                    | 山口市         | 1位  | 走幅跳 T42     | +0.5   | 5m74      | [ 88 ]        |
| 2013年9月7日・8日                                                    | 2013 ジャパンパラ陸上競技大会                                                    | 山口市         | 1位  | 4×400mR T42-47 | -      | 3分48秒53 | NR GR         |
| 2014年6月7日・8日                                                    | 第25回日本身体障害者陸上競技選手権大会                                           | 大阪市         | 1位  | 100m T42       | +0.3   | 12秒77    | GR            |
| 2014年6月7日・8日                                                    | 第25回日本身体障害者陸上競技選手権大会                                           | 大阪市         | 1位  | 200m T42       | -0.5   | 26秒02    | AR NR GR      |
| 2014年6月7日・8日                                                    | 第25回日本身体障害者陸上競技選手権大会                                           | 大阪市         | 1位  | 走幅跳 T42     | -0.3   | 5m99      | [ 89 ]        |
| 2014年6月7日・8日                                                    | 第25回日本身体障害者陸上競技選手権大会                                           | 大阪市         | 1位  | 4×100mR T42-47 | -      | 45秒25    | GR            |
| 2014年7月5日・6日                                                    | 第19回関東身体障害者陸上競技選手権大会                                           | 東京都町田市   | 1位  | 100m T42       | +0.0   | 12秒77    | GR            |
| 2014年7月5日・6日                                                    | 第19回関東身体障害者陸上競技選手権大会                                           | 東京都町田市   | 1位  | 400m T42       | -      | 1分00秒02 | AR NR GR      |
| 2014年7月5日・6日                                                    | 第19回関東身体障害者陸上競技選手権大会                                           | 東京都町田市   | 1位  | 走幅跳 T42     | +0.3   | 5m93      | [ 90 ]        |
| 2014年9月6日・7日                                                    | 2014 ジャパンパラ陸上競技大会                                                    | 山口市         | 1位  | 100m T42       | +1.1   | 12秒61    | NR GR         |
| 2014年9月6日・7日                                                    | 2014 ジャパンパラ陸上競技大会                                                    | 山口市         | 1位  | 200m T42       | +0.0   | 26秒45    | GR            |
| 2014年9月6日・7日                                                    | 2014 ジャパンパラ陸上競技大会                                                    | 山口市         | 1位  | 走幅跳 T42     | -0.1   | 5m93      | [ 91 ]        |
| 2014年9月6日・7日                                                    | 2014 ジャパンパラ陸上競技大会                                                    | 山口市         | 1位  | 4×100mR T42-47 | -      | 46秒11    | [ 91 ]        |
| 2015年7月18日・19日                                                  | 第26回日本パラ陸上競技選手権大会                                                 | 大阪市         | 1位  | 100m T42       | -0.3   | 12秒85    | [ 38 ]        |
| 2015年7月18日・19日                                                  | 第26回日本パラ陸上競技選手権大会                                                 | 大阪市         | 1位  | 200m T42       | -0.6   | 26秒00    | AR NR GR      |
| 2015年7月18日・19日                                                  | 第26回日本パラ陸上競技選手権大会                                                 | 大阪市         | 1位  | 走幅跳 T42     | +0.9   | 6m36      | AR NR GR      |
| 2015年9月19日・20日                                                  | 2015 ジャパンパラ陸上競技大会                                                    | 大阪市         | 1位  | 100m T42       | +0.2   | 12秒95    | [ 92 ]        |
| 2015年9月19日・20日                                                  | 2015 ジャパンパラ陸上競技大会                                                    | 大阪市         | 1位  | 200m T42       | +0.4   | 26秒64    | [ 93 ]        |
| 2015年9月19日・20日                                                  | 2015 ジャパンパラ陸上競技大会                                                    | 大阪市         | 1位  | 走幅跳 T42     | +0.0   | 6m34      | GR            |
| 2016年4月30日・5月1日                                                | 第27回日本パラ陸上競技選手権大会                                                 | 鳥取市         | 1位  | 100m T42       | -0.4   | 13秒01    | [ 95 ]        |
| 2016年4月30日・5月1日                                                | 第27回日本パラ陸上競技選手権大会                                                 | 鳥取市         |      | 200m T42       | +2.4   | DNS       | [ 96 ]        |
| 2016年4月30日・5月1日                                                | 第27回日本パラ陸上競技選手権大会                                                 | 鳥取市         | 1位  | 走幅跳 T42     | +0.4   | 6m56      | WR AR NR GR   |
| 2016年6月4日・5日                                                    | 2016 ジャパンパラ陸上競技大会                                                    | 新潟市         | 1位  | 100m T42       | +2.1   | 12秒67    | [ 98 ]        |
| 2016年6月4日・5日                                                    | 2016 ジャパンパラ陸上競技大会                                                    | 新潟市         | 1位  | 走幅跳 T42     | -0.4   | 6m49      | GR            |
| 2016年6月4日・5日                                                    | 2016 ジャパンパラ陸上競技大会                                                    | 新潟市         |      | 4×100mR T42-47 | -      | DNF       | [ 98 ]        |
| 2017年6月10日・11日                                                  | 第28回日本パラ陸上競技選手権大会                                                 | 東京都世田谷区 | 1位  | 100m T42       | -2.9   | 13秒72    | [ 99 ]        |
| 2017年6月10日・11日                                                  | 第28回日本パラ陸上競技選手権大会                                                 | 東京都世田谷区 |      | 200m T42       | -3.3   | DNS       | [ 99 ]        |
| 2017年6月10日・11日                                                  | 第28回日本パラ陸上競技選手権大会                                                 | 東京都世田谷区 | 1位  | 走幅跳 T42     | +2.9   | 6m38      | [ 99 ]        |
| 2017年9月23日・24日                                                  | 2017 ジャパンパラ陸上競技大会                                                    | 福島市         | 1位  | 100m T42       | +0.7   | 13秒55    | [ 100 ]       |
| 2017年9月23日・24日                                                  | 2017 ジャパンパラ陸上競技大会                                                    | 福島市         | 1位  | 200m T42       | -1.3   | 28秒33    | [ 100 ]       |
| 2017年9月23日・24日                                                  | 2017 ジャパンパラ陸上競技大会                                                    | 福島市         | 1位  | 400m T42       | -      | 1分07秒67 | [ 100 ]       |
| 2017年9月23日・24日                                                  | 2017 ジャパンパラ陸上競技大会                                                    | 福島市         | 1位  | 走幅跳 T42     | -0.8   | 6m10      | [ 100 ]       |
| AR エリア（アジア）記録 \| GR 大会記録 \| NR 日本記録 \| WR 世界記録 |                                                                                  |                |      |                |        |           |               |

## 評価・影響
走り幅跳び T44 の世界記録を樹立したマルクス・レーム（Markus Rehm）は次のように述べている。「もちろん、彼のことはよく知っています。素晴らしい選手です。世界大会で顔を合わせるアスリート同士は、皆良い仲間ですよ。2012年のロンドン・パラリンピックでは、ポイント制が採られていたので一緒に飛びました。その後、ポイント制は公正性の面で問題があるとされ、クラス分けで競技が行われるようになりましたが。」
オリンピック 400m ハードル元日本代表の為末大は、次のように述べている。「私が現役の頃、恥ずかしながらパラリンピックにはさほど注目して見ていなかった。五輪とパラリンピックは文部科学省と厚生労働省と管轄が違い、選手たちが交流することもなかった。ちょうど07年頃だったろうか。海外のとあるレースで、バスの中で日本人の義足選手と乗り合わせた。山本篤選手という大腿切断のカテゴリーの選手だ。彼から健常な足と義足の使い方の違い、スタートの仕方などの説明を受けて、漠然とパラリンピックの世界に興味を持った。」
同じリレーのチームでクラス T44 の 100m の日本記録を樹立した佐藤圭太は、尊敬する選手に山本の名を挙げている。クラス T44 200m 、400m の池田樹生は、山本の写真を見たことで陸上競技を始め、のちに山本と 1600m リレー T42-47 の日本初記録を樹立した。

## 受賞
- 日本障害者スポーツ協会特別賞（2007年）[106]
- 大阪府知事賞詞（2008年）[9][107]
- 大阪スポーツ大賞（2008年、2016年）[9]
- 日本障害者スポーツ協会パラリンピック特別賞（2009年）[108]
- ヤマハ発動機スポーツ振興財団スポーツチャレンジ賞特別チャレンジャー賞（2009年、2012年）[109][110]
- 静岡県知事顕彰（2011年）
- 大阪体育大学学長表彰（2011年、2012年、2013年、2014年）[111][112][113][114]
- 浜松市スポーツ特別賞（2012年、2016年）[115]
- 静岡県知事特別表彰（2012年、2016年）[116][117]
- 大阪スポーツ賞優秀選手賞（2011年、2012年、2013年、2014年、2015年、2016年）[118][119][120][121][122][123]
- ヤマハ発動機スポーツ振興財団スポーツチャレンジ助成審査委員長奨励賞（2016年）[124]
- 掛川市市民栄誉賞（2016年）[125]
- 文部科学省パラリンピック優秀者顕彰（2016年）[126]
- 感動大阪大賞（2016年）
- 日本陸上競技連盟アスレティック・アワード特別賞（2016年）[127]
- 第60回関西スポーツ賞個人賞（2017年）

2017年1月、「山本篤選手に対する継続的な支援。」を理由に、大阪体育大学とスズキがスポーツ功労団体として文部科学大臣より表彰された。

## 出演

### イベント
- アダプテッド・スポーツ・アワード 2008（2008年）[130]
- ジャパン・パラリンピック・デイ 2009 イン・東京（2009年）[131]
- 障害者スポーツフェスタ 2010（2010年）[132]
- パラトライアスロン・ミーティング in 横浜（2012年）[133]
- スポーツ・オブ・ハート 2013（2013年）[134]
- 医の知のみち STREET FES.（2015年）[135]

### テレビ番組
- 『福祉ネットワーク』（NHK）
  - 「走りを究めて・頂点へ〜義足のスプリンター・山本篤」（2008年4月9日）
  - 「シリーズ・パラリンピックへの挑戦（２）スピードの限界に挑む〜陸上競技・山本篤選手」（2012年2月2日）[136]
- 『バリバラ〜障害者情報バラエティー』（NHK）
  - 「パラリンピック①〜球技」（2012年8月3日）[137]
  - 「パラリンピック②〜陸上競技」（2012年8月10日）[138]
- 『あさチャン!』（TBS、2014年10月）
- 『おはよう日本』（NHK、2014年10月23日）
- 『ゴールデングランプリ陸上2015』解説（TBS、2015年5月10日）
- 『勇気のシルシ〜障がい者アスリートたちの挑戦』（TBS、2015年11月26日）[139]
- 『限界、その先へ〜ドーハ 障害者陸上 世界選手権』（NHK BS1、2015年11月28日）[140]
- 『ストロングポイント』（BS日テレ）
  - 第6回「陸上 走り幅跳び　山本篤」（2016年3月27日）[141]
  - 第17回「陸上 走り幅跳び　山本篤②」（2016年6月11日）[142]
- 『ゴールデングランプリ陸上2016』解説（TBS、2016年5月8日）
- 『東京オリパラ団』（NHK BS1、2016年7月9日）[143]
- 『PARA☆DO!〜その先の自分（ヒーロー）へ』（フジテレビ）
  - 第14回「山本篤選手（陸上）」（2016年7月13日）[144] YouTube 配信
  - 第53回「山本篤選手（陸上）」（2017年4月26日）[145] YouTube 配信
- 『2016 リオパラリンピック「限界を、更新せよ。」』、「choice編」、「history編」、「policy編」（NHK、2016年7月-9月）
- 『ハートネットTV』（NHK Eテレ）
  - 2016 リオパラリンピック「第10回 陸上 山本篤」（2016年5月24日）[146]
  - 2016 リオパラリンピック「メダリスト凱旋インタビュー（3）」（2016年9月28日）[147]
- 『東京2020〜12時間スペシャル』（NHK、2016年10月10日）[148]
- 『第67回NHK紅白歌合戦』応援ゲスト（2016年12月31日）
- 復興支援ソング『花は咲く〜リオデジャネイロ メダリストバージョン』（NHK総合、2017年）[149] YouTube配信
- 『ゴールデングランプリ陸上2017』解説（TBS、2017年5月21日）
- 『炎の体育会TV』特別編「全力応援！最強パラアスリート参戦SP」（TBS、2017年5月27日）

### ラジオ番組
- 『べいにろ村イモーニング』「イモスポ」（FMよみたん、2014年3月11日）Ustream 配信
- 『ニッポンチャレンジドアスリート』「山本篤（パラ陸上日本代表）」（ニッポン放送、2015年12月14日-12月18日）YouTube 配信
- 『関西ラジオワイド』「新春インタビュー③」（NHK大阪、2016年1月6日)
- 『語りの劇場グッとライフ』「パラリンピック列伝！〜男子陸上・山本篤物語」（NHK第1、2016年9月5日）[150][151]
- 『上田朋子の Going My West』「今、聞きたい！静岡の100人」（SBS、2016年9月30日）[152] YouTube配信